# Owen Wister
Owen Wister (ur. 14 lipca 1860 w Filadelfii, zm. 21 lipca 1938) – amerykański pisarz.

## Życiorys
Jego rodzicami byli Owen Jones Wister i Sarah Butler Wister. Jego babką była szekspirowska aktorka Fanny Kemble. W młodości podróżował po Europie. Wykazywał talent do muzyki. Ukończył z wyróżnieniem Uniwersytet Harvarda. Naukę kontynuował w Harvard Law School. Studia prawnicze ukończył w 1888, a w 1890 uzyskał uprawnienia do wykonywania zawodu adwokata.

## Twórczość
Był autorem powieści Wirgińczyk (1902), pierwszej nowoczesnej powieści o Dzikim Zachodzie, w której stworzył romantyczny obraz „rycerskiego” kowboja. Obraz ten stał się pierwowzorem wielu późniejszych bohaterów westernów literackich i filmowych. Wister był też autorem opowiadań, książek dla dzieci, dzienników, listów oraz trzech biografii prezydentów Stanów Zjednoczonych, Ulyssesa Granta, George’a Washingtona i Theodore’a Roosevelta. W 1958 córka pisarza, Fanny Kemble Wister, wydała jego dzienniki i listy z lat 1885–1895.